# Paroisse de Caraquet
Cet article concerne la localité canadienne. Pour la ville voisine, voir Caraquet. Pour les autres significations, voir Caraquet (homonymie).
La paroisse de Caraquet est à la fois une paroisse civile et un ancien district de services locaux (DSL) canadien du Nouveau-Brunswick. Son territoire est très peu habité et comprend différents secteurs près de la ville de Caraquet, dont l'île de Caraquet. Dans le cadre de la réforme de la gouvernance locale du 1er janvier 2023, le territoire du DSL a été réparti entre les villes de Caraquet, Hautes-Terres et Shippagan.

## Géographie
Le territoire est constitué de plusieurs parties. La plus connue est l'île de Caraquet, situé dans la baie des Chaleurs. La deuxième est un secteur forestier délimité au sud par Maltempèque, à l'ouest par la paroisse de Paquetville, au nord-ouest par Bertrand, au nord-est par Caraquet, à l'est par Village-Blanchard et au sud-est par Landry. La troisième est située sur la rive gauche de la rivière Saint-Simon. Elle est délimitée au nord-ouest par Caraquet et à l'est par Bas-Caraquet. La quatrième partie est l'île Munro, située dans la baie Saint-Simon. La dernière partie est dans la plaine de Shippagan, au bord de la baie Saint-Simon. Elle est délimitée au nord par Saint-Simon, à l'ouest par l'Évangéline et au sud par Inkerman.
La paroisse de Caraquet est généralement considérée comme faisant partie de l'Acadie.

### Géologie
Le sous-sol de la paroisse de Caraquet est composé principalement de roches sédimentaires du groupe de Pictou datant du Pennsylvanien (entre 300 et 311 millions d'années).

## Toponymie
La paroisse est nommée d'après la baie de Caraquet. Deux théories tentent d'expliquer l'origine de son nom. Ce serait un mot en langue micmaque qui signifie « la rencontre de deux rivières », en référence à la rivière du Nord et la rivière Caraquet. Selon la deuxième, le nom ferait référence à un type de bateau, la caraque. Les Micmacs l'appellent Calaket. Le gouverneur Nicolas Denys est le premier à faire mention de Caraquet, en 1672, dans son livre Description géographique et historique des côtes de l'Amérique septentrionale, avec l'histoire naturelle de ce pays. Il y faisait une courte description des Îles de Tousquet, qui sont les îles de Caraquet et Pokesudie. Ce nom est une erreur parce qu'elles figuraient sur sa carte comme Îles de Caraquet. Les différentes orthographes utilisées au fil des années incluent Karaquet, Quaraqu, Carraquet et Caraquette.

## Histoire

### Colonisation européenne
Selon ce que rapporte Donat Robichaud, la région est visitée par des pêcheurs Normands et Bretons dès la fin du XIIIe siècle. Les Bretons sont en fait bien établis avant 1536. Les Basques chassent la baleine en Europe à partir du XIIe siècle ou plus tôt mais, à la suite de l'effondrement de la population de ces cétacés, commencent à les chasser au sud du Labrador au XVIe siècle, en plus de pêcher la morue. Ces pêcheurs viennent surtout du Pays basque espagnol mais ceux du Pays basque français deviennent de plus en plus nombreux. Ils sont déjà bien installés vers 1540. Contrairement à une idée répandue, ils n'ont pas chassés la baleine de plus en plus loin jusqu'à atteindre l'Amérique mais s'y sont rendus directement. Vers 1632, les pêcheurs de morue basques se déplacent dans des endroits plus reculés, dont Caraquet, Paspébiac et Shippagan, notamment pour éviter les attaques des Inuits et des pirates anglais ou danois, mais aussi à cause de la baisse de la population de baleine et de l'ouverture de la pêche au Svalbard. La pêche basque dans la région dure sans encombre jusque vers la fin du XVIIe siècle.
Le 17 août 1693, le Conseil souverain donne la concession de Pokemouche à Philippe Hesnault, de Nipisiguit, lui ajoutant trois lieues de largeur de chaque côté de la vallée, pour un total de huit lieues par quatre, un territoire qui inclut une partie de la paroisse de Caraquet. Michel Degrez, qui possédait auparavant la seigneurie, devait 200 livres à Hesnault, ce qui explique probablement cette décision. Hesnault ne s'établit pas sur les lieux et d'autres marchands en profitent pour chasser sur ses terres. Il porte plainte au Conseil et obtient gain de cause le 30 août 1705 contre le directeur général de la Compagnie de Mont-Louis, Jean de Clarmont. On ne sait pas avec précision ce qui est arrivé au fief de Pokemouche après la mort d'Hesnault.

### De la fondation à nos jours

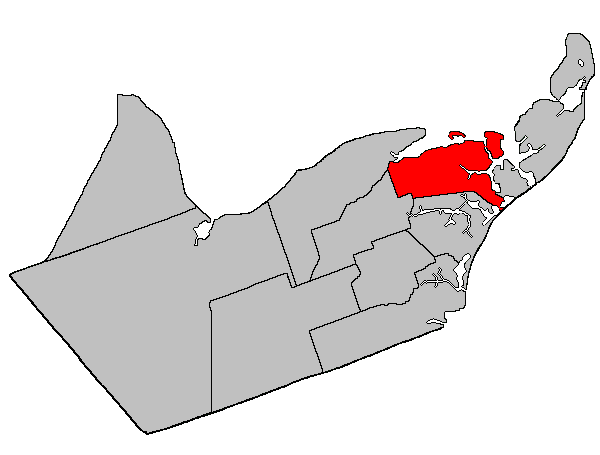
Situation sur une carte des paroisses civiles du comté de Gloucester (certains DSL et municipalités ne sont donc pas montrés).

Évolution territoriale de la paroisse de Caraquet après 1966.

1831 : Érection de la paroisse de Caraquet dans la paroisse de Saumarez.
1851 : La paroisse de Shippagan se détache de la paroisse de Caraquet.
1897 : Érection de la paroisse de Paquetville à partir de portions des paroisses de Caraquet et d'Inkerman.
1961 : Constitution de la ville de Caraquet dans la paroisse de Caraquet.
La municipalité du comté de Gloucester est dissoute en 1966. La paroisse de Caraq2uet devient un district de services locaux en 1967.

## Démographie
| 2001  | 2006  | 2011  | 2016  | 2021  |
| ----- | ----- | ----- | ----- | ----- |
| 1 589 | 1 511 | 1 382 | 1 337 | 1 261 |

## Économie
Entreprise Péninsule, un organisme basé à Tracadie-Sheila faisant partie du réseau Entreprise, a la responsabilité du développement économique de la région.
La plupart des gens travaillent au village ou à proximité. L'industrie touristique crée quelques emplois sur place et il y a aussi de nombreux emplois disponibles dans le commerce, l'industrie de la pêche, la fabrication et la fonction publique à Caraquet.

## Administration

### Comité consultatif
En tant que district de services locaux, la paroisse de Caraquet est administrée directement par le Ministère des Gouvernements locaux du Nouveau-Brunswick, secondé par un comité consultatif élu composé de cinq membres dont un président. Il n'y a actuellement aucun comité consultatif.

### Commission de services régionaux
La paroisse de Caraquet fait partie de la Région 4, une commission de services régionaux (CSR) devant commencer officiellement ses activités le 1er janvier 2013. Contrairement aux municipalités, les DSL sont représentés au conseil par un nombre de représentants proportionnel à leur population et leur assiette fiscale. Ces représentants sont élus par les présidents des DSL mais sont nommés par le gouvernement s'il n'y a pas assez de présidents en fonction. Les services obligatoirement offerts par les CSR sont l'aménagement régional, l'aménagement local dans le cas des DSL, la gestion des déchets solides, la planification des mesures d'urgence ainsi que la collaboration en matière de services de police, la planification et le partage des coûts des infrastructures régionales de sport, de loisirs et de culture; d'autres services pourraient s'ajouter à cette liste.

### Représentation et tendances politiques
Nouveau-Brunswick: La paroisse de Caraquet fait partie de la circonscription de Caraquet, qui est représentée à l'Assemblée législative du Nouveau-Brunswick par Hédard Albert, du Parti libéral. Il fut élu en 2003 puis réélu en 2008 et en 2010.
 Canada: La paroisse de Caraquet fait partie de la circonscription fédérale d'Acadie-Bathurst. Cette circonscription est représentée à la Chambre des communes du Canada par Yvon Godin, du NPD. Il fut élu lors de l'élection de 1997 contre le député sortant Doug Young, en raison du mécontentement provoqué par une réforme du régime d’assurance-emploi.

### Ancienne administration paroissiale
| Période                                  | Période | Identité                  | Étiquette | Qualité |
| ---------------------------------------- | ------- | ------------------------- | --------- | ------- |
| 1931                                     | 193?    | Louise R. Léger M. Morais |           |         |
|                                          |         |                           |           |         |
| Les données manquantes sont à compléter. |         |                           |           |         |

## Vivre dans la paroisse de Caraquet
La population est dépendante des localités voisines, notamment Caraquet, pour la majeure partie des services. Le bureau de poste et le détachement de la Gendarmerie royale du Canada les plus proches sont d'ailleurs à Caraquet. Cette ville dispose également d'un poste d'Ambulance Nouveau-Brunswick et de l'hôpital de l'Enfant-Jésus.
Les francophones bénéficient du quotidien L'Acadie nouvelle, publié à Caraquet, ainsi que de l'hebdomadaire L'Étoile, de Dieppe. Les anglophones bénéficient quant à eux du quotidien Telegraph-Journal, publié à Saint-Jean.